# Mesosmylina exornata
Mesosmylina exornata là một loài côn trùng trong họ Osmylidae thuộc bộ Neuroptera. Loài này được Bode miêu tả năm 1953.